# Locmariaquer
Locmariaquer / Lokmaria-Kaer là một xã trong tỉnh Morbihan, thuộc vùng hành chính Bretagne của nước Pháp, có dân số là 1.367 người (thời điểm 1999). Xã nằm trên một bán đảo, về phía nam của Auray, khoảng 12 km từ Carnac.

## Nhân khẩu học
| 1962  | 1968  | 1975  | 1982  | 1990  | 1999  |
| ----- | ----- | ----- | ----- | ----- | ----- |
| 1.208 | 1.265 | 1.288 | 1.278 | 1.309 | 1.367 |